# Refuge de données
Le projet Data Refuge (Refuge de données en français) a été initié en novembre 2016 à l'université de Pennsylvanie (« Penn ») aux États-Unis pour garantir une préservation des données factuelles accumulées par les organismes scientifiques fédéraux américains sur le changement climatique en cours. Le but est que ces données soient stockées indépendamment des structures fédérales et restent accessibles à tous au moment où celles-ci « apparaissent vulnérables dans le cadre d'une administration qui nie le fait du changement climatique »,.

## Origine du projet
À la suite de l'élection de Donald Trump le 8 novembre 2016, ce projet a été lancé par le département des sciences humaines de l'environnement de l'Université de Pennsylvanie et a été présenté lors d'un congrès tenu dans cette université les 13 et 14 janvier 2017 et auquel ont participé 250 universitaires américains et canadiens. D'autres congrès de ce type ont eu lieu ou sont prévus dans plusieurs grandes universités nord-américaines (Toronto, Los Angeles, New-York, Chicago...).

## Sources de données
Les données de la National Oceanic and Atmospheric Administration (en abrégé NOAA), en français l'Agence américaine d'observation océanique et atmosphérique, chargée de l'étude de l'océan et de l'atmosphère, représentent un des principaux réservoirs de données pour le projet Data Refuge.
D'autres grandes administrations et institutions américaines sont également ciblées comme le département de l'Énergie des États-Unis, la NASA (National Aeronautics and Space Administration), etc.